# Fiammetta (Boccaccio)
Fiammetta è il soprannome dato da Giovanni Boccaccio alla donna rappresentata in quasi tutte le sue opere di fantasia.
Fiammetta appare nel Filocolo, in Teseida, nel Filostrato, nel Ninfale d'Ameto, ne l'Amorosa visione, ne l'Elegia di Madonna Fiammetta, nel Ninfale fiesolano, nel Decameron e in vari sonetti di Boccaccio.

## Genesi del personaggio
Alla base di Fiammetta ci fu forse un'esperienza autobiografica, tuttavia è altrettanto possibile che la donna fosse stata trasfigurata secondo i canoni della tradizione narrativa medievale. In un giorno di primavera, Boccaccio incontra la donna nella basilica di San Lorenzo Maggiore di Napoli e se ne innamora. Benché spaventato, Boccaccio accetta la conseguente "servitù d'amore". Da quel momento egli inizia a corteggiarla scrivendo versi per lei. Dall'ottobre che segue quel primo incontro primaverile, la musa di Boccaccio sembra ricambiare il sentimento che lui prova per lei, ma dopo tre anni abbandona lo scrittore per un nuovo amore. Nonostante la delusione, Boccaccio continua a scrivere versi per lei nella speranza che torni da lui. Successivamente i ruoli si invertono: Boccaccio, diventato freddo e distaccato, si allontana da Fiammetta e lei se ne addolora.
Nonostante ciò, la tradizione vuole che Fiammetta fosse Maria d'Aquino, nata dall'unione illegittima del re di Napoli e conte di Provenza Roberto d'Angiò e una nobildonna provenzale di nome Sibila Sabran durante le celebrazioni dell'incoronazione del sovrano partenopeo del 1310. Maria ottenne il cognome del marito di sua madre, il conte Tommaso IV d'Aquino e andò a vivere in un convento per volere di lui. Maria fu complice nell'omicidio del 1345 del re Andrea d'Angiò, successore di Roberto e marito di sua nipote Giovanna I di Napoli. Maria fu condannata a morte e decapitata nel 1382 per ordine del successore della regina Giovanna I, re Carlo III. Nessun documento storico conferma l'esistenza storica di Maria d'Aquino.

## NelDecameron

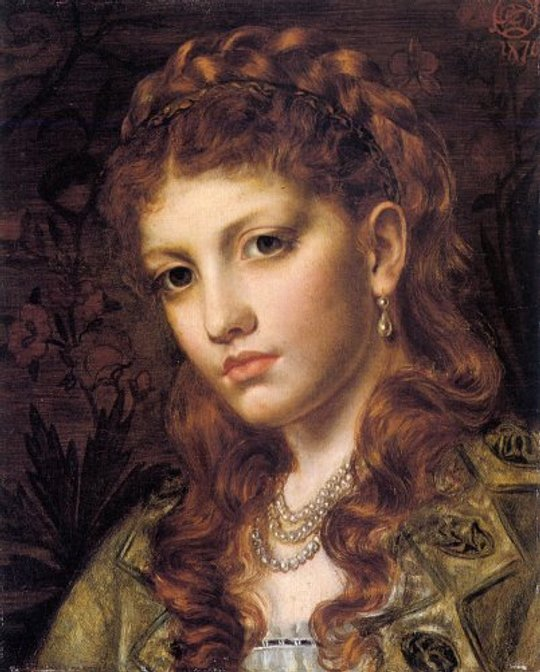
Fiammetta (1876) di Emma Sandys

Fiammetta è uno dei dieci personaggi che nel Decameron di Boccaccio si allontanano dalla città di Firenze per sfuggire alla peste nera. 
Gli altri giovani che le faranno compagnia sono Filostrato, Pampinea, Filomena, Panfilo, Elissa, Emilia, Lauretta, Neifile e Dioneo. Durante tale periodo essi si raccontano a turno le novelle.
Durante la sua permanenza nella casa fuori Firenze, Fiammetta racconterà dieci novelle, che sono:
1. La marchesana di Monferrato, con un convito di galline e con alquante leggiadre parolette, reprime il folle amore del re di Francia (I, 5).
2. Andreuccio da Perugia, venuto a Napoli a comperar cavalli, in una notte da tre gravi accidenti soprapreso, da tutti scampato con un rubino si torna a casa sua (II, 5).
3. Ricciardo Minutolo ama la moglie di Filippello Sighinolfo, la quale sentendo gelosa, col mostrare Filippello il dì seguente con la moglie di lui dovere essere ad un bagno, fa che ella vi va, e credendosi col marito essere stata, si truova che con Ricciardo è dimorata (III, 6).
4. Tancredi prenze di Salerno uccide l'amante della figliuola e mandale il cuore in una coppa d'oro; la quale, messa sopr'esso acqua avvelenata, quella si bee, e così muore (IV, 1).
5. Federigo degli Alberighi ama e non è amato e in cortesia spendendo si consuma e rimangli un sol falcone, il quale, non avendo altro dà a mangiare alla sua donna venutagli a casa; la quale, ciò sappiendo, mutata d'animo, il prende per marito e fallo ricco (V, 9).
6. Pruova Michele Scalza a certi giovani come i Baronci sono i più gentili uomini del mondo o di maremma, e vince una cena (VI, 6).
7. Un geloso in forma di prete confessa la moglie, al quale ella dà a vedere che ama un prete che viene a lei ogni notte; di che mentre che il geloso nascostamente prende guardia all'uscio, la donna per lo tetto si fa venire un suo amante, e con lui si dimora (VII, 5).
8. Due usano insieme; l'uno con la moglie dell'altro si giace; l'altro, avvedutosene, fa con la sua moglie che l'uno è serrato in una cassa, sopra la quale, standovi l'un dentro, l'altro con la moglie dell'un si giace (VIII, 8).
9. Calandrino s'innamora d'una giovane, al quale Bruno fa un brieve, col quale come egli la tocca, ella va con lui, e dalla moglie trovato, ha gravissima e noiosa quistione (IX, 5).
10. Il re Carlo vecchio vittorioso, d'una giovinetta innamoratosi, vergognandosi del suo folle pensiero, lei ed una sua sorella onorevolmente marita (X, 6).

Nel Decamerone i ragazzi si alternano nel ruolo di re o regina della giornata, col diritto di decidere il tema delle novelle. Durante la quinta giornata la regina sarà proprio Fiammetta, che stabilirà il tema della felicità raggiunta dagli amanti in seguito a disavventure.